# Fonds français pour l'environnement mondial
 (mars 2023).
Le Fonds français pour l'environnement mondial (FFEM) est un fonds public bilatéral dont la mission est la protection de l’environnement dans les pays en développement, au service de la politique française de coopération et de développement. 
Sa stratégie d’intervention est pilotée par un comité regroupant cinq ministères (le ministère de l’Économie, le ministère des Affaires étrangères, le ministère de l’Environnement, le ministère de l'Agriculture et le ministère de la Recherche) et l’Agence française de développement (AFD). L’AFD assure la gestion administrative et financière du FFEM et héberge son secrétariat. 

## Historique
Le FFEM a été créé en 1994 par le gouvernement français à la suite de la Conférence des Nations unies sur l’environnement et le développement qui s’est tenue à Rio de Janeiro en 1992. La création du Fonds résulte de la volonté du gouvernement de se doter d’un instrument financier contribuant à la protection de l’environnement, dans le cadre des engagements internationaux de la France.
Les ressources du FFEM, abondées par le budget de l’État, ont été renouvelées tous les quatre ans depuis 1994.
Elles s’élèvent à 120 millions d’euros pour la période 2019-2022 (précédemment 90 M€ de 2015-2018 et 95 M€ de 2011-2014). De 1994 à 2017, le FFEM a participé au financement de 314 projets, pour un montant total de 367 millions d’euros.

## Missions
Le FFEM a pour mission d’inciter les pays en développement à mettre en œuvre des stratégies et des projets de développement durable. Les six domaines d'intervention définis dans sa stratégie 2019-2022 sont les suivants : 
- protection et valorisation de la biodiversité ;
- lutte contre le changement climatique ;
- résilience des écosystèmes aquatiques ;
- forêts et terres agricoles durables ;
- transition énergétique et villes durables ;
- cycle de vie des produits, pollutions et déchets :

L'ensemble des projets financés par le FFEM cherchent à mettre en place des modes d'organisation et des techniques nouvelles et innovantes.
Le FFEM est également chargé de promouvoir les partenariats avec la recherche, le secteur privé, les collectivités locales et les ONG, dans le cadre du financement de projets pilotes. Au-delà du financement des projets, le FFEM joue un rôle d’appui et de conseil, auprès des institutions membres de son Comité de pilotage, pour l’élaboration des positions françaises en matière d’environnement et de développement.
Les zones géographiques d’intervention du FFEM sont les pays en développement et les pays émergents. L’Afrique et la Méditerranée représentent à elles seules 72 % des projets financés par le Fonds sur la période 1994-2017.

### Facilité d'innovation du secteur privé dans le domaine du changement climatique (FISP-Climat)
Le FFEM a développé depuis 2013 ce dispositif de financement spécifique pour soutenir des projets de développement innovants dans le domaine du changement climatique, portés par des entreprises. Les projets financés dans le cadre de la FISP Climat contribue à la fois au développement économique, social et environnemental des pays bénéficiaires.

## Organisation

### Comité de pilotage
Le Comité de pilotage est l’instance de décision du FFEM. Il se réunit trois fois par an afin de se prononcer sur la politique générale du Fonds, ses orientations géographiques, ses domaines d’intervention, ses méthodes, ses ressources, ou encore sur l’engagement de financement des projets. Le Comité de pilotage réunit les six institutions suivantes :
- le Ministère de l’Économie
- le Ministère des Affaires étrangères
- le Ministère de l’Environnement
- le Ministère de la Recherche
- le Ministère de l'Agriculture
- l’Agence française de développement

### Comité scientifique et technique
Le Comité scientifique et technique est l’instance consultative du FFEM. Il est composé de douze personnalités choisies pour leurs compétences dans le domaine de l’économie, de l’environnement ou du social. Il joue un rôle de conseil sur les projets et les stratégies du Fonds, et anime des travaux relatifs aux aspects scientifiques et techniques de l’environnement mondial.

### Secrétariat
Le Secrétariat est l’instance opérationnelle du FFEM. Il est hébergé par l’Agence française de développement (AFD), dans ses locaux situés au 5 rue Roland Barthes à Paris. Il est chargé de mettre en œuvre les décisions du Comité de pilotage et d’assurer le suivi des projets financés par le FFEM. Son rôle consiste également à développer les relations avec les partenaires institutionnels, scientifiques, économiques et techniques.
Depuis le 20 août 2018, la Secrétaire générale du FFEM est Stéphanie Bouzigues-Eschmann qui a succédé à François-Xavier Duporge, ce dernier ayant succédé en 2011 à Marc-Antoine Martin.